# Elecciones legislativas de Colombia de 1994
Las elecciones legislativas de Colombia de 1994 se efectuaron el domingo 13 de marzo de ese año. En esta elección se definió la composición del Congreso de la República para el periodo 1994-1998.

## Sistema de elección
De acuerdo con las normas vigentes, se le permitió a los partidos políticos inscribir listas múltiples, junto con la posibilidad de inscribir candidatos independientes, opción enmarcada en el sistema de cociente y residuo electoral.
En total se inscribieron 251 listas para el Senado y 628 listas para la Cámara de Representantes.

## Resultados

### Senado
Los cien escaños de circunscripción nacional y los dos escaños para comunidades indígenas, se distribuyeron de la siguiente manera.
| Número | Partido o movimiento                 | Escaños |
| ------ | ------------------------------------ | ------- |
| 1      | Partido Liberal Colombiano           | 56      |
| 2      | Partido Conservador Colombiano       | 20      |
| 3      | Movimiento de Salvación Nacional     | 2       |
| 4      | Movimiento Unitario Metapolítico     | 1       |
| 5      | ANAPO                                | 1       |
| 6      | Movimiento Nacional Conservador      | 1       |
| 7      | Movimiento Nacional Progresista      | 1       |
| 8      | Movimiento Nueva Colombia            | 1       |
| 9      | Movimiento Unión Cristiana           | 1       |
| 10     | Líder                                | 1       |
| 11     | Movimiento Conservador Independiente | 1       |
| 12     | Laicos por Colombia                  | 1       |
| 13     | Movimiento C4                        | 1       |
| 14     | Movimiento Cívico Independiente      | 1       |
| 15     | Mov. Renovación Conservadora         | 1       |
| 16     | Partido Comunista Colombiano         | 1       |
| 17     | Movimientos étnicos                  | 2       |
| 18     | Coaliciones                          | 9       |

### Senadores electos
El orden de la lista obedece a la votación obtenida por cada senador .
| Senador Electo                                             | Partido o movimiento             | Votos  |
| ---------------------------------------------------------- | -------------------------------- | ------ |
| Fuad Ricardo Char Abdala                                   | Partido Liberal Colombiano       | 84.322 |
| Fabio Valencia Cossio                                      | Partido Conservador Colombiano   | 79.553 |
| Carlos Adolfo Espinosa Faciolince                          | Partido Liberal Colombiano       | 74.172 |
| Juan José García Romero                                    | Partido Liberal Colombiano       | 72.567 |
| Roberto Víctor Gerlein Echeverría                          | Partido Conservador Colombiano   | 62.029 |
| Víctor Renán Barco López                                   | Partido Liberal Colombiano       | 61.250 |
| Jorge Hernández Restrepo                                   | Nueva Fuerza Democrática         | 61.134 |
| Jaime Ortiz Hurtado                                        | Movimiento Unión Cristiana       | 58.357 |
| María Isabel Cruz Velasco                                  | Partido Conservador Colombiano   | 58.318 |
| José Renán Trujillo García                                 | Partido Liberal Colombiano       | 58.310 |
| José Antonio Name Terán                                    | Partido Liberal Colombiano       | 55.978 |
| Enrique Gómez Hurtado                                      | Movimiento de Salvación Nacional | 53.913 |
| William Jimmy Chamorro Cruz                                | Movimiento Cristiano             | 52.748 |
| Carlos Eduardo Corsi Otalora                               | Movimiento Político Laicos       | 51.177 |
| Manuel Cepeda Vargas                                       | Movimiento Comunista Colombiano  | 51.032 |
| Alfonso Angarita Baracaldo                                 | Partido Liberal Colombiano       | 50.716 |
| Gustavo Espinosa Jaramillo                                 | Partido Liberal Colombiano       | 49.963 |
| Samuel Gustavo Moreno Rojas                                | Alianza Nacional                 | 49.732 |
| Francisco José Jattin Safar                                | Partido Liberal Colombiano       | 49.164 |
| Omar Yepes Alzate                                          | Partido Conservador Colombiano   | 45.849 |
| Álvaro Mejía López                                         | Partido Conservador Colombiano   | 42.900 |
| Armando De Jesús Pomarico Ramos                            | Partido Liberal Colombiano       | 42.016 |
| Claudia Blum Capurro de Barberi                            | Nueva Fuerza Democrática         | 41.506 |
| Gabriel Acosta Bendek                                      | Partido Conservador Colombiano   | 41.378 |
| Samuel Santander Lopesierra                                | Partido Liberal Colombiano       | 41.300 |
| Efraín José Cepeda Sarabia                                 | Nueva Fuerza Democrática         | 41.246 |
| Hernando Alberto Pinedo Vidal                              | Partido Liberal Colombiano       | 40.621 |
| Luis Enrique Gutiérrez Gómez                               | Partido Conservador Colombiano   | 40.557 |
| Juan Manuel López Cabrales                                 | Partido Liberal Colombiano       | 40.531 |
| Álvaro Alfonso García Romero                               | Liberalismo Independiente        | 40.265 |
| Hugo Castro Borja                                          | Partido Conservador Colombiano   | 39.015 |
| Juan Guillermo Ángel Mejía                                 | Partido Liberal Colombiano       | 38.576 |
| Hugo Serrano Gómez                                         | Partido Liberal Colombiano       | 37.922 |
| Bernardo de Jesús Guerra Serna                             | Partido Liberal Colombiano       | 37.875 |
| Enrique Juvenal De Los Ríos Herrera                        | Partido Conservador Colombiano   | 37.213 |
| Gabriel Camargo Salamanca                                  | Partido Liberal Colombiano       | 37.131 |
| José Guerra de la Espriella                                | Movimiento Nacional              | 36.351 |
| Julio César Turbay Quintero                                | Partido Liberal Colombiano       | 35.737 |
| Jorge Ramón Elías Nader                                    | Partido Liberal Colombiano       | 35.457 |
| Jorge Eduardo Gechem Turbay                                | Partido Liberal Colombiano       | 34.639 |
| Camilo Armando Sánchez Ortega                              | Partido Liberal Colombiano       | 33.691 |
| Jaime Rodrigo Vargas Suárez                                | Partido Liberal Colombiano       | 33.378 |
| Tito Edmundo Rueda Guarín                                  | Partido Liberal Colombiano       | 33.289 |
| Jaime Dussan Calderón                                      | Movimiento Educación Trabajo     | 33.275 |
| Ciro Ramírez Pinzón                                        | Partido Conservador Colombiano   | 32.245 |
| Carlos Herney Abadía                                       | Partido Liberal Colombiano       | 32.181 |
| Consuelo Duran De Mustafa                                  | Partido Conservador Colombiano   | 32.144 |
| Gustavo Galvis Hernández                                   | Nueva Fuerza Democrática         | 31.589 |
| José Luis Mendoza Cárdenas                                 | Partido Liberal Colombiano       | 31.559 |
| Jairo Raúl Clopatofsky Ghisays                             | Movimiento Cívico Independiente  | 31.455 |
| Guillermo Chávez Cristancho                                | Partido Conservador Colombiano   | 31.335 |
| Gustavo Rodríguez Vargas                                   | Movimiento Nacional              | 31.304 |
| Mauricio Jaramillo Martínez                                | Partido Liberal Colombiano       | 31.192 |
| Amylkar David Acosta Medina                                | Partido Liberal Colombiano       | 31.056 |
| Alberto Rafael Santofimio Botero                           | Partido Liberal Colombiano       | 30.674 |
| Parmenio Cuéllar Bastidas                                  | Movimiento Nueva Colombia        | 30.270 |
| Eduardo Pizano de Narváez                                  | Nueva Fuerza Democrática         | 29.977 |
| Mario de Jesús Uribe Escobar                               | Partido Liberal Colombiano       | 29.222 |
| Álvaro Vanegas Montoya                                     | Partido Liberal Colombiano       | 28.752 |
| Luis Guillermo Giraldo Hurtado                             | Partido Liberal Colombiano       | 28.556 |
| Salomón Nader Nader                                        | Partido Liberal Colombiano       | 28.548 |
| María Del Socorro Bustamante De Lengua                     | Partido Liberal Colombiano       | 28.456 |
| Hernando Suárez Burgos                                     | Partido Liberal Colombiano       | 28.427 |
| Julio César Guerra Tulena                                  | Partido Liberal Colombiano       | 28.309 |
| Armando Holguín Sarria                                     | Partido Liberal Colombiano       | 27.841 |
| Carlos Salvador Albornoz Guerrero                          | Partido Conservador Colombiano   | 27.835 |
| José Antonio Gómez Hermida                                 | Partido Conservador Colombiano   | 27.797 |
| Julio Alberto Manzur Abdala                                | Partido Conservador Colombiano   | 27.593 |
| Luis Guillermo Vélez Trujillo                              | Partido Liberal Colombiano       | 27.476 |
| Rodrigo Villaba Mosquera                                   | Partido Liberal Colombiano       | 27.432 |
| Juan Martín Caicedo Ferrer                                 | Partido Liberal Colombiano       | 27.420 |
| Guillermo Angulo Gómez                                     | Partido Conservador Colombiano   | 27.387 |
| Ángel Humberto Rojas Cuesta                                | Movimiento Unitario              | 27.082 |
| Camilo Hernando Torres Barrera                             | Partido Conservador Colombiano   | 27.012 |
| Jaime Arias Ramírez                                        | Conservatismo Independiente      | 26.341 |
| Elías Matus Torres                                         | Partido Conservador Colombiano   | 27.330 |
| Guillermo Ocampo Ospina                                    | Partido Conservador Colombiano   | 25.897 |
| Carlos Augusto Celis Gutiérrez                             | Partido Liberal Colombiano       | 25.783 |
| María Cleofe Martínez Martínez                             | Partido Liberal Colombiano       | 25.749 |
| Carlos Martínez Simahan                                    | Partido Conservador Colombiano   | 25.685 |
| Luis Eladio Pérez Bonilla                                  | Partido Liberal Colombiano       | 25.602 |
| José Armando Estrada Villa                                 | Partido Liberal Colombiano       | 25.522 |
| Jorge Cristo Sahium                                        | Partido Liberal Colombiano       | 25.475 |
| Piedad Esneda Córdoba Ruíz                                 | Partido Liberal Colombiano       | 25.451 |
| María Fernanda Izquierdo                                   | Partido Liberal Colombiano       | 24.704 |
| Jorge Santos Vélez                                         | Movimiento Obrero Independiente  | 24.065 |
| Luis Emilio Sierra Grajales                                | Movimiento de Salvación Nacional | 23.980 |
| Germán Vargas Lleras                                       | Partido Liberal Colombiano       | 23.832 |
| Ricaurte Losada Valderrama                                 | Partido Liberal Colombiano       | 23.815 |
| Vicente Blel Saad                                          | Partido Liberal Colombiano       | 23.804 |
| Omar Florez Vélez                                          | Partido Liberal Colombiano       | 23.752 |
| Carlos Armando García Orjuela                              | Partido Liberal Colombiano       | 23.629 |
| Luis Fernando Londoño Capurro                              | Partido Liberal Colombiano       | 22.711 |
| Luis Alfonso Hoyos Aristizábal                             | Actitud Renovadora               | 22.559 |
| Jorge Aurelio Iragorri Hormaza                             | Partido Liberal Colombiano       | 22.484 |
| Mario Said Lamk Valencia                                   | Partido Conservador Colombiano   | 21.958 |
| Héctor Helí Rojas Jiménez                                  | Partido Liberal Colombiano       | 21.861 |
| Fuente: Registraduria Nacional del Estado Civil, El Tiempo |                                  |        |

### Cámara de Representantes
La Cámara de Representantes fue elegida mediante circunscripción departamental en un total de 160 escaños, más dos escaños para comunidades afrocolombianas y uno para comunidades indígenas. La distribución de partidos fue la siguiente.
| Número | Partido o movimiento           | Escaños |
| ------ | ------------------------------ | ------- |
| 1      | Partido Liberal Colombiano     | 88      |
| 2      | Partido Conservador Colombiano | 51      |
| 3      | Alianza Democrática M-19       | 2       |
| 4      | Movimientos étnicos            | 2       |
| 4      | Otros partidos                 | 20      |

1. ↑  Incluye al Partido Social Conservador, las listas multipartidistas de la Nueva Fuerza Democrática, el Movimiento de Salvación Nacional y algunos escaños de pequeños movimientos de filiación conservadora.
2. ↑  Con un escaño cada uno: Acción Comunitaria, ANAPO, Amigos por Colombia, Movimiento C4, Convergencia Democrática, Convergencia Popular Caldense, Frente Unido Nacional Popular, Fuerza Progresista, Amazonas Unido, Cívico Independiente, Concertación Cívica Nacional, Mov. Integración Regional, Mov. Integración Humana, Laicos por Colombia, Mov. Unitario Metapolítico, Viraje, Partido Nacional Cristiano, Unión Cívica, Unión Cristiana, Unión Nacional Independiente y Revolucionaria.

### Representantes a la cámara electos
| Representante Electo             | Circunscripción | Partido o movimiento            | Votos  |
| -------------------------------- | --------------- | ------------------------------- | ------ |
| Juan José Silva Haad             | Amazonas        | Partido Liberal Colombiano      | 2.103  |
| Hernando Emilio Zambrano Pantoja | Amazonas        | Coalición                       | 1.556  |
| Ramón Elejalde Arbelaez          | Antioquia       | Partido Liberal Colombiano      | 35.711 |
| Ernesto Mesa Arango              | Antioquia       | Partido Liberal Colombiano      | 29.614 |
| Gabriel Zapata Correa            | Antioquia       | Partido Conservador Colombiano  | 28.550 |
| Benjamin Higuita Rivera          | Antioquia       | Movimiento Fuerza Progresista   | 26.381 |
| Jorge Humberto Tejada Neira      | Antioquia       | Movimiento Fuerza Progresista   | 23.724 |
| Juan Ignacio Castrillon Roldan   | Antioquia       | Partido Conservador Colombiano  | 20.274 |
| Gustavo López Cortes             | Antioquia       | Partido Conservador Colombiano  | 18.939 |
| Luis Norberto Guerra Vélez       | Antioquia       | Movimiento Fuerza Progresista   | 18.750 |
| William Vélez Mesa               | Antioquia       | Partido Liberal Colombiano      | 18.685 |
| Manuel Ramiro Velásquez Arroyave | Antioquia       | Partido Conservador Colombiano  | 17.785 |
| Roberto Herrera E                | Antioquia       | Partido Liberal Colombiano      | 17.317 |
| Evelio Ramírez Martínez          | Antioquia       | Partido Liberal Colombiano      | 16.800 |
| Luis Fernando Duque García       | Antioquia       | Partido Liberal Colombiano      | 16.434 |
| Guillermo Gaviria Zapata         | Antioquia       | Partido Liberal Colombiano      | 13.613 |
| Arlen Uribe Márquez              | Antioquia       | Partido Liberal Colombiano      | 12.939 |
| Rodrigo Echeverry Ochoa          | Antioquia       | Partido Liberal Colombiano      | 12.551 |
| Barlahan Henao Hoyos             | Antioquia       | Partido Liberal Colombiano      | 12.466 |
| Adalberto Enrique Jaimes Ochoa   | Arauca          | Partido Liberal Colombiano      | 13.429 |
| Julio Enrique Acosta Bernal      | Arauca          | Partido Liberal Colombiano      | 7.650  |
| Inés Gómez de Vargas             | Atlántico       | Coalición                       | 40.503 |
| Mario Enrique Varon Olarte       | Atlántico       | Partido Conservador Colombiano  | 38.751 |
| Tarquino Pacheco Camargo         | Atlántico       | Coalición                       | 34.304 |
| José Antonio Llinas Redondo      | Atlántico       | Partido Liberal Colombiano      | 25.711 |
| Giovanni Lamboglia Mazzilli      | Atlántico       | Partido Liberal Colombiano      | 25.361 |
| Alonso Acosta Osio               | Atlántico       | Movimiento Nacional Conservador | 24.219 |
| Yaneth Suarez Caballero          | Atlántico       | Alianza Democrática M-19        | 23.975 |
| Álvaro Enrique Benedetti Vargas  | Bolívar         | Partido Liberal Colombiano      | 38.306 |
| Gonzalo Botero Maya              | Bolívar         | Partido Liberal Colombiano      | 35.751 |
| Cesar Augusto Daza Orcasita      | Bolívar         | Partido Conservador Colombiano  | 35.014 |
| William Alfonso Montes Medina    | Bolívar         | Partido Conservador Colombiano  | 31.338 |
| José Felix Turbay Turbay         | Bolívar         | Partido Liberal Colombiano      | 29.953 |
| Alfonso López Cossio             | Bolívar         | Partido Liberal Colombiano      | 28.674 |
| José Raul Rueda Maldonado        | Boyacá          | Partido Conservador Colombiano  | 22.966 |
| Jorge Armando Mendieta Poveda    | Boyacá          | Partido Conservador Colombiano  | 20.928 |
| Víctor Manuel Buitrago Gómez     | Boyacá          | Partido Conservador Colombiano  | 19.564 |
| Óscar Cecilio Jiménez Tamayo     | Boyacá          | Partido Liberal Colombiano      | 18.917 |
| Miguel Antonio Roa Vanegas       | Boyacá          | Partido Liberal Colombiano      | 14.374 |
| Jorge Alfonso Rojas Sarmiento    | Boyacá          | Partido Liberal Colombiano      | 13.692 |
| Rodrigo Garavito Hernández       | Caldas          | Partido Liberal Colombiano      | 38.216 |
| Arturo Yepez Alzate              | Caldas          | Movimiento Nacional Progresista | 28.695 |
| Dilia Estrada de Gómez           | Caldas          | Partido Conservador Colombiano  | 26.420 |
| Octavio Jaramillo Zuluaga        | Caldas          | Partido Liberal Colombiano      | 26.009 |
| Carlos Alberto Parra Cifuentes   | Caldas          | Coalición                       | 18.933 |
| Rodrigo Hernando Turbay Cote     | Caquetá         | Partido Liberal Colombiano      | 9.298  |
| Luis Fernando Almario Rojas      | Caquetá         | Partido Conservador Colombiano  | 7.415  |
| Julio Cesar Rodriguez            | Casanare        | Partido Liberal Colombiano      | 10.993 |
| Helio Cala López                 | Casanare        | Partido Liberal Colombiano      | 8.523  |
| José Darío García Valencia       | Cauca           | Partido Conservador Colombiano  | 23.236 |
| Juan José Chaux Mosquera         | Cauca           | Partido Liberal Colombiano      | 20.883 |
| José Maya García                 | Cauca           | Coalición                       | 14.653 |
| Jesús Ignacio García Valencia    | Cauca           | Partido Liberal Colombiano      | 13.241 |
| Lazaro Calderón Garrido          | Cesar           | Partido Liberal Colombiano      | 22.797 |
| Álvaro Araújo Castro             | Cesar           | Partido Liberal Colombiano      | 18.492 |
| Mauro Antonio Tapias Delgado     | Cesar           | Partido Liberal Colombiano      | 16.499 |
| Alfredo Cuello Dávila            | Cesar           | Partido Conservador Colombiano  | 15.862 |
| Edgar Eulises Torres Murillo     | Chocó           | Partido Liberal Colombiano      | 11.355 |
| Jorge Tadeo Lozano Osorio        | Chocó           | Partido Liberal Colombiano      | 8.768  |
| Fredy Ignacio Sánchez Arteaga    | Córdoba         | Partido Liberal Colombiano      | 36.126 |
| Miguel Alfonso de la Espriella   | Córdoba         | Partido Liberal Colombiano      | 30.160 |
| Jairo de Jesús Gamen Buelvas     | Córdoba         | Partido Liberal Colombiano      | 26.721 |
| Heyne Sorge Mogollón Montoya     | Córdoba         | Partido Liberal Colombiano      | 26.074 |
| Jaime Arturo Pineda Cabrales     | Córdoba         | Partido Conservador Colombiano  | 25.906 |
| Fernando Tello Dorronsoro        | Valle del Cauca | Partido Liberal Colombiano      | 44.023 |
| Lino Ramiro Varela Marmolejo     | Valle del Cauca | Partido Conservador Colombiano  | 33.296 |
| Rafael Antonio Quintero García   | Valle del Cauca | Coalición                       | 26.605 |
| Jairo Chavarriaga Wilki          | Valle del Cauca | Partido Liberal Colombiano      | 24.297 |
| Carlos Hernán Barragán Lozada    | Valle del Cauca | Partido Liberal Colombiano      | 22.882 |
| José Arlen Carvajal Murillo      | Valle del Cauca | Partido Liberal Colombiano      | 22.758 |
| Santiago Castro Gómez            | Valle del Cauca | Partido Conservador Colombiano  | 22.170 |
| Camilo Arturo Montenegro         | Valle del Cauca | Partido Liberal Colombiano      | 22.035 |
| Gustavo Catamo Morales           | Valle del Cauca | Partido Conservador Colombiano  | 21.124 |
| Yolima Espinosa Vera             | Valle del Cauca | Partido Liberal Colombiano      | 20.880 |
| Jairo Arturo Romero González     | Valle del Cauca | Partido Conservador Colombiano  | 20.852 |
| Jorge Orlando Duque Satizabal    | Valle del Cauca | Partido Conservador Colombiano  | 20.228 |
| Pablo Eduardo Victoria Wilches   | Valle del Cauca | Partido Conservador Colombiano  | 17.941 |